# باتريسيو كونتريرز
باتريسيو كونتريرز (بالإسبانية: Patricio Contreras)‏ هو ممثل تشيلي وأرجنتيني، ولد في 15 ديسمبر 1947 في سانتياغو في تشيلي.

## أعمال

### أفلام
- (1985) الحكاية الرسمية
- (1994) عن الحب والظلال

## وصلات خارجية
- باتريسيو كونتريرز على موقع IMDb (الإنجليزية)
- باتريسيو كونتريرز على موقع ألو سيني (الفرنسية)
- باتريسيو كونتريرز على موقع ميوزك برينز (الإنجليزية)
- باتريسيو كونتريرز على موقع أول موفي (الإنجليزية)
- باتريسيو كونتريرز على موقع قاعدة بيانات الأفلام السويدية (السويدية)
- باتريسيو كونتريرز على موقع قاعدة بيانات الفيلم (الإنجليزية)
- باتريسيو كونتريرز على موقع ليتربوكسد (الإنجليزية)
- باتريسيو كونتريرز على موقع كينوبويسك (الروسية)